# Rakovszky István (politikus)
Idősb nagyrákói és nagyselmeci Rakovszky István (Bécs, 1858. június 16. – Nagyselmec (Liptovská Štiavnica), 1931. augusztus 22.) földbirtokos, politikus. 1920. február 18. és 1921. július 30. között a Nemzetgyűlés elnöke, a Katolikus Néppárt országgyűlési képviselője.

## Élete
Rakovszky István császári és királyi kamarás, író és kesselőkeői báró Majthényi Ilona fia. Pozsonyban végezte a középiskolát, majd a jogakadémiát. Katonának állt, ám betegség miatt le kellett szerelnie, s Velencébe ment gyógyíttatni magát. Miután hazaérkezett, gazdálkodással foglalkozott nagyselmeci (Liptó vármegye) birtokán, egyúttal a vármegyei ellenzékhez is csatlakozott. Az egyházpolitikai küzdelmek idején megalapította a Katolikus Néppártot, ennek programjával 1896-ban országgyűlési képviselő, valamint a delegáció néppárti tagja lett. 1899. február 26-án aláírta pártja nevében a megegyezést, melyet Széll Kálmán miniszterelnökkel kötött. 1901-től 1918-ig a csornai kerület országgyűlési képviselője volt, 1903-tól pedig a Néppárt alelnöki tisztjét töltötte be, és a szövetkezett ellenzék vezérlő bizottságának is tagja volt. 1905-től 1909 szeptemberében bekövetkezett lemondásáig a képviselőház alelnöke volt. Rakovszky volt az elnök az 1906. február 19-iki ülésen, amely indítványára felbontatlanul küldte vissza a föloszlató királyi kéziratot Nyíri Sándor királyi biztos részére. 1907-ben valóságos belső titkos tanácsossá nevezték ki, 1909 szeptemberének végén alelnöki tisztségéről lemondott. 1916-ban a király előtt szerepelt mint az ellenzéki pártok egyik bizalmija, a hősök választójogának megadását indítványozta. 1918-ban a magyar kormánynak volt megbízottja a D-i hadsereg főparancsnokságán. Szeptemberben, az összeomlást követően hangot adott királyhűségének, majd visszavonult a politikától. 1919-ben a kommün ideje alatt elfogták és megsemmisítették az iratait. 1920-ban Veszprémben a Ker. Nemzeti Egyesülés programjával lett nemzetgyűlési képviselő, majd a nemzetgyűlés elnöke, mely posztról 1921 júliusában lemondott a kisgazdapárt bizalmatlansága okán. Elnöksége utolsó napján sértő levelet írt számára Prónay Pál alezredes, ezért Prónayt 10 napi szobafogságra ítélte a felettese. 1921. szeptember 25-én ellenzékiségén felháborodott Kövér Ibrahim György v. főhadnagy, és többször is rálőtt a Ház egyik karzatáról, ám nem sebesítette meg. IV. Károly király október 10-én repülővel érkezett Magyarországra, Rakovszky ekkor csatlakozott hozzá, s a király miniszterelnökké nevezte ki. Október 23-án, a budaörsi csata napján, Bethlen István miniszterelnökkel folytatott telefonbeszélgetést, aki, mint a királykérdésben kompromisszumos megoldást szem előtt tartó politikus, a külpolitikai körülmények figyelembevételével Károly visszatérését nem támogatta. Ebben a beszélgetésben akasztással fenyegette meg a miniszterelnököt, melynek fültanúja volt Fouchet, francia követ. Október 25-én, Tatán a puccsot leverő csapatok elfogták IV. Károllyal együtt, s felségsértés vádjával 1922. január 4-éig őrizték a pestvidéki törvényszék fogházában. Miután kiszabadult, szembefordult a kormánnyal, elsősorban Tomcsányi Vilmos Pál igazságügy-miniszter, Vass József kultuszminiszter és Nagyatádi Szabó István ellen intézett támadást. Tomcsányival párbajozott is. 1922. január 15-én belépett a legitimista Keresztény Nemzeti Földmíves és Polgári Pártba, ennek programjával lett 1922-től 1926-ig a szécsényi kerületi nemzetgyűlés képviselője.
Cikkei: Alkotmány (1896:63. sz. A néppárt és a nemzetiségek; 86. sz. Vissza a praktikus kereszténységhez; 107. sz. A liberalizmus bukása Bécsben; 89. sz. Van e szükség ezentúl is néppártra? 1901:12. sz. Szekularizáció; 250. sz. Erzsébet főhercegnő eljegyzése jogi szempontból), Zichy Nándor emlékkönyv. 1829-1929. (Bp., 1929: A Néppárt pol-ja).
1899. október 1-jétől 1901. december 6-ig a Néppárt c. képes hetilap felelős szerkesztője volt, 1904-ig szerkesztője is, 1905–1906-ben pedig ugyanott főszerkesztő; 1910. január 1-jétől 1911. december 30-ig a Népújság vasárnapi képeslap főszerkesztőjeként dolgozott.

## Munkái
- A Rába-szabályozásra vonatkozó törv-javaslat ált. tárgyalásánál tartott beszéde. Bp., 1904
- Nyílt levél a csornai választóker. t. választóihoz. Uo., 1906
- Geschichtliches über Pressburg. Pozsony, é. n.
- A szt margitszigeti prem. tp. Bp., 1932 (németül is)